# Crête du Barbet

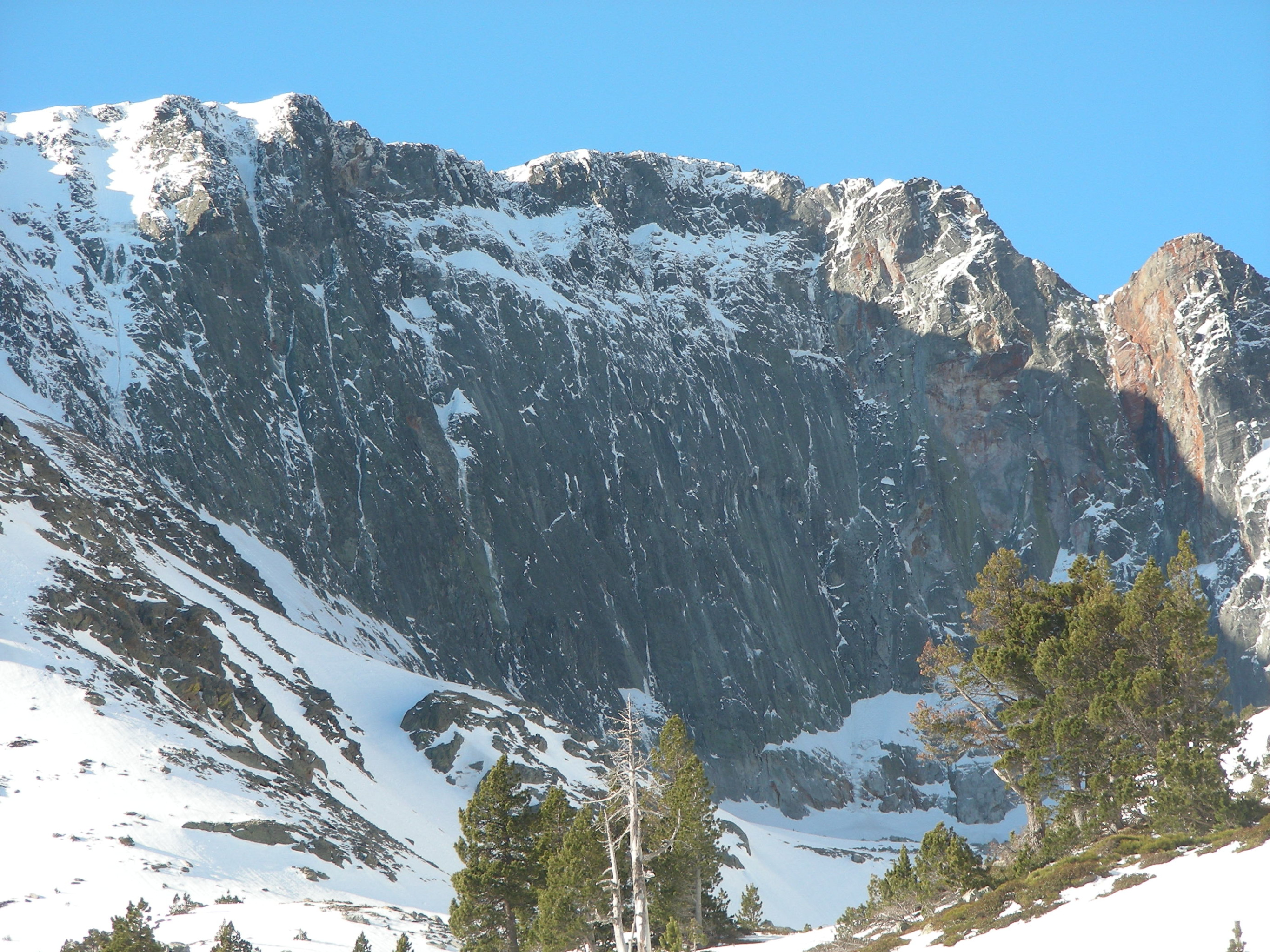
La face nord du Barbet.

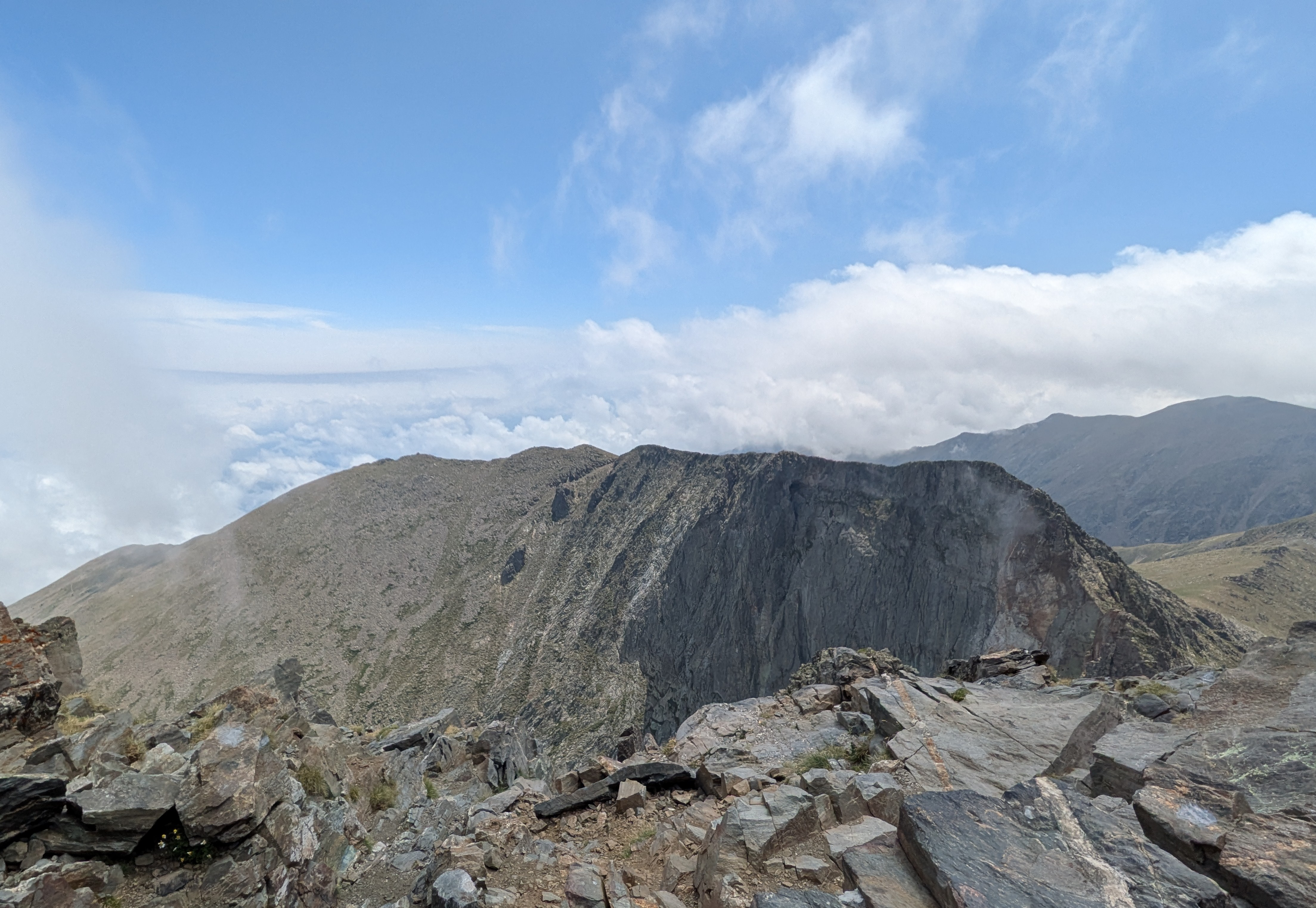
La crête du Barbet, vue du pic du Canigou.

La crête du Barbet est une crête parmi les plus élevées du massif du Canigou, dans l'Est des Pyrénées. Elle part du puig Barbet (ou pic du Barbet), à 2 745 m d'altitude et s'abaisse en pente relativement douce vers le nord-est en s'élargissant. La face Nord du puig Barbet est un à-pic de près de 300 m de haut qui forme avec le pic du Canigou, à l'ouest, les contours d'un cirque naturel. Au sud, le Barbet est séparé du puig Sec (2 665 m) par un col appelé porteille de Valmanya.
Sur les flancs de la crête du Barbet naissent les rivières du Llech et de la Llitera, au Nord, et de la Lentillà, au Sud.
La crête du Barbet forme la limite entre les communes de Taurinya et Valmanya, le pic reliant ces deux communes à celles de Casteil et Vernet-les-Bains.

## Histoire
Début août 1941, la section départementale du Club alpin français organise une cérémonie au sommet du pic. La Marseillaise y est chantée, une pyramide de pierre récemment construite bénie par un curé et le sommet rebaptisé « pic Pétain ».
En 1960, la face Nord du Barbet est escaladée pour la première fois. Il s'agissait d'une des dernières, peut-être la dernière, faces vierges des Pyrénées.
Le 7 octobre 1961, un avion s'écrase contre la face Nord du Barbet. Les 34 occupants (31 passagers et 3 membres d'équipage) meurent dans l'accident.